# James Alison
Dr. James Alison (rođen 1959.) britanski je rimokatolički teolog, svećenik i pisac. Poznat je po svom angažmanu po pitanju homoseksualnosti i primjeni antropološke teorije Renéa Girarda u teologiji.
James Alison je studirao na koledžu Blackfriars Hall na Sveučilištu Oxford. Studij je nastavio na Isusovačkom teološkom fakultetu u Belo Horizonteu u Brazilu, obranivši tamo doktorat iz teologije. Bio je član Dominikanskog reda od 1981. do 1995. Živio je i radio u Meksiku, Brazilu, Čileu i Sjedinjenim Državama. Trenutno ponovno živi u matičnoj Engleskoj.
Javno je izrazio svoje neslaganje sa službenim rimokatoličkim crkvenim naukom o homoseksualnosti.

## Djela
- Knowing Jesus (1994) ISBN 0-87243-202-5, ISBN 0-281-04641-7 i ISBN 0281052220
- Raising Abel, The Recovery of the Eschatological Imagination (1996) ISBN 0-8371-6434-6 (objavljeno i pod naslovom: Living in the End Times: The Last Things Re-imagined ISBN 84-254-2097-0)
- The Joy of Being Wrong: Original Sin Through Easter Eyes (1998) ISBN 0-8245-1676-1
- Faith Beyond Resentment: Fragments Catholic and Gay (2001) ISBN 0-232-52411-4, ISBN 0-8245-1922-1
- On Being Liked (2004) ISBN 0-232-52517-X, ISBN 0-8245-2261-3
- Undergoing God: Dispatches from the Scene of a Break-In (2006) ISBN 0-232-52676-1, ISBN 0-8264-1928-3
- "God's Self-Substitution and Sacrificial Inversion", Stricken by God? Nonviolent Identification and the Victory of Christ (ur. Brad Jersak i Michael Hardin, 2007) ISBN 978-0-9780174-7-7
- Broken Hearts and New Creations: Intimations of a Great Reversal (2010) ISBN 9780232527964 i ISBN 9781441107114

## Vanjske poveznice
- Poluslužbena internetska stranica Jamesa Alisona  Arhivirana inačica izvorne stranice od 24. ožujka 2013. (Wayback Machine) (engl.)